# Christo a Jeanne-Claude
Christo (13. června 1935 Gabrovo, Bulharsko – 31. května 2020 New York, USA), bulharsky Христо Владимиров Явашев, a Jeanne-Claude (13. června 1935 Casablanca, Maroko – 18. listopadu 2009 New York, USA) jako Jeanne-Claude Denat de Guillebon tvořili manželský umělecký pár. Proslavili se zejména instalacemi příbuznými uměleckému směru land art, při nichž balili či zahalovali předměty denní potřeby, přírodní objekty a budovy. Ve své tvorbě zdůrazňují kategorii dočasnosti, protože všechny zahalované objekty či krajiny jsou po krátké době několika dní či týdnů vraceny do původního stavu.

## Život
Christo Javačev (později si ponechal jen umělecké jméno Christo) se narodil v rodině majitele chemické továrny. Po nástupu komunistů k moci byla továrna znárodněna a Christův otec uvězněn. V letech 1953–1956 studoval na Akademii v Sofii. Na konci roku 1956 odjel do Prahy, kde měl v Národní galerii možnost poprvé na vlastní oči vidět obrazy moderních evropských malířů. Podle Jana Koblasy Christo viděl v Praze Stalinův pomník zahalený plachtami (po Chruščovově odhalení kultu osobnosti) a mohl tím být inspirován ke svým pozdějším monumentálním intervencím do veřejného prostoru.
10. ledna 1957 se mu společně s dalšími 18 utečenci podařilo podplatit celníka a v nákladním vlaku dojet do Vídně. Zde Christo studoval jeden semestr na Akademii výtvarných umění. Přitahovala ho však tehdejší metropole světového umění Paříž, kde se roku 1958 usadil. Téhož roku se zde seznámil s Jeanne-Claude. Ta se narodila ve stejný den jako Christo v rodině francouzského důstojníka v Casablance v Maroku. Roku 1952 získala na univerzitě v Tunisu titul bakalář v oborech latiny a filozofie. V roce 1960 se Christovi a Jeanne-Claude narodil syn Cyril. V Paříži se oba stýkali s umělci sdruženými v hnutí Nouveaux Réalistes (Noví realisté), jež založil kritik Pierre Restany. Ze známých výtvarníků do ní patřili např. Yves Klein nebo Jean Tinguely. Na popud významného amerického obchodníka s uměním Lea Castelliho přesídlili v roce 1964 Christo a Jeanne-Claude natrvalo do New Yorku. Zde také v roce 2009 Jeanne-Claude zemřela na mozkové aneurysma.

## Dílo

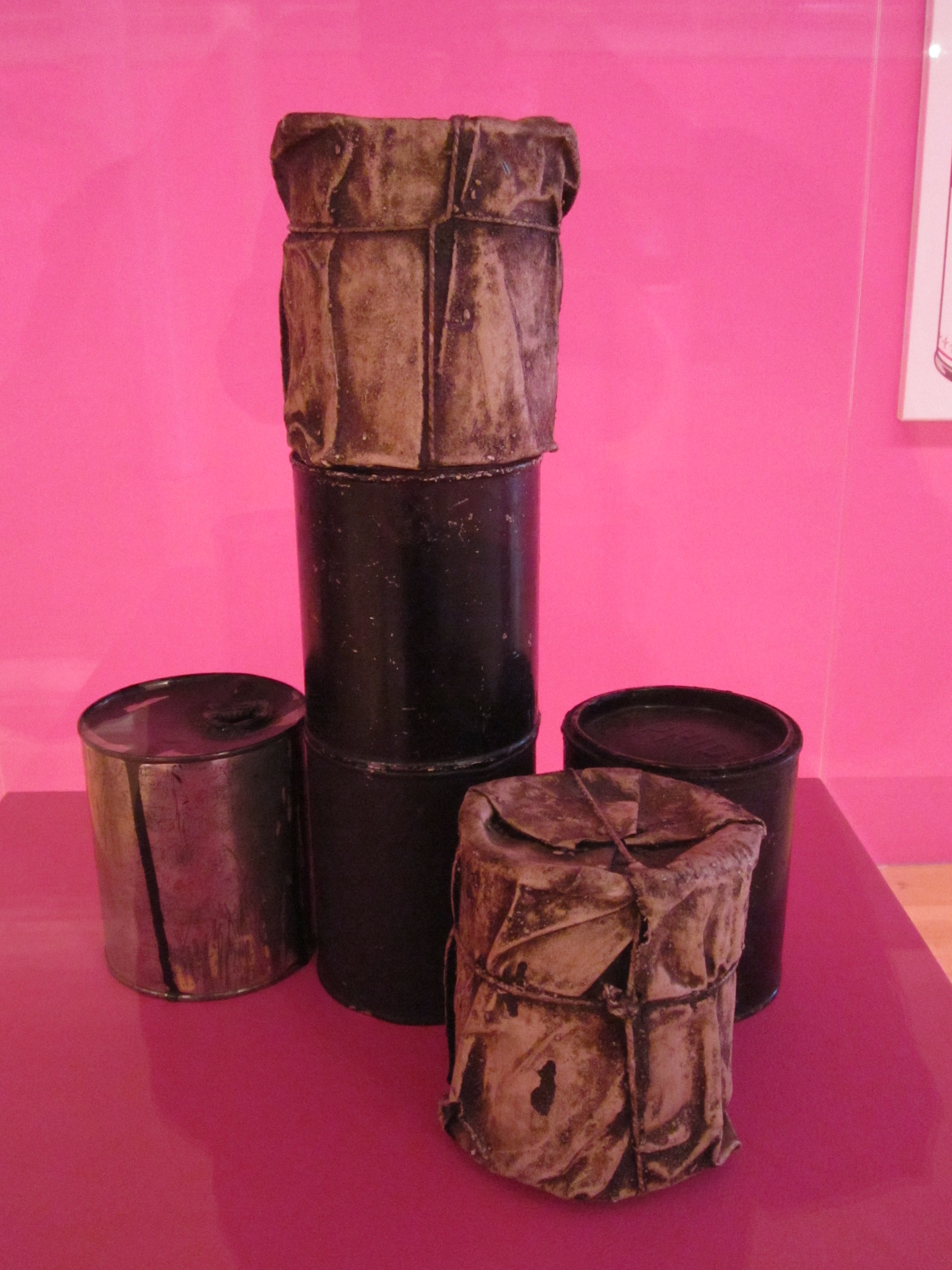
Zahalené plechovky

Tvorba obou umělců vyšla z estetiky pařížských Nových realistů. Těm šlo v zásadě o to, aby se předmětům denní potřeby po jejich modifikaci a zasazení do určitého kontextu přiznala umělecká hodnota. Objekty se stávaly předmětem sociologického zkoumání uměleckými prostředky. Základní kategorií Nových realistů bylo „přisvojení si“ předmětů a jevů okolního světa.
Christo a Jeanne-Claude uskutečnili tyto myšlenky osobitým způsobem. Zprvu začali zahalovat předměty každodenní potřeby, pak zahalovali architektonické objekty. Možná i proto bývá Christo někdy nazýván „umělecký balič“. Důležitý význam – jako konstrukční materiál – pro ně měly barely na naftu. Časem si začali „přisvojovat“ i přírodu, to když ji – často v obrovském měřítku – doplňovali látkami a plachtami různých barev a odstínů. Ve výsledném efektu hraje důležitou roli drapérie na použité látce. Další důležitou kategorií tvorby Christa a Jeanne-Claude je dočasnost jejich děl. Zahalené objekty bývají po několika dnech či týdnech opět odhaleny, plátěné ploty o délce několika, někdy i desítek kilometrů opět stočeny. Materiál bývá vždy druhotně využitý, objekty i krajiny jsou vraceny do původního stavu bez jakéhokoliv poškození. Takovéto akce, zejména krajinné projekty, bývají nesmírně náročné jak na finance, tak na logistiku. Vyžadují si také mnohá povolení od úřadů místních samospráv. Realizace některých akcí proto někdy trvá několik let i desetiletí. Náklady na realizace jsou údajně pokryty prodejem přípravných skic a modelů. Umělcům se zdařil jejich záměr expandovat umění z muzeí a galerií do městského prostoru a do přírody. Vzhledem k proporcím svých projektů a jejich společenské atraktivitě zprostředkovali nenásilně svůj umělecký názor velkému množství lidí.
Již po smrti Jeanne-Claude instaloval Christo na umělém jezeře v londýnském Hyde Parku plovoucí mastabu ze 7506 různobarevných plechových sudů, vysokou dvacet metrů.

### Hlavní uskutečněné projekty

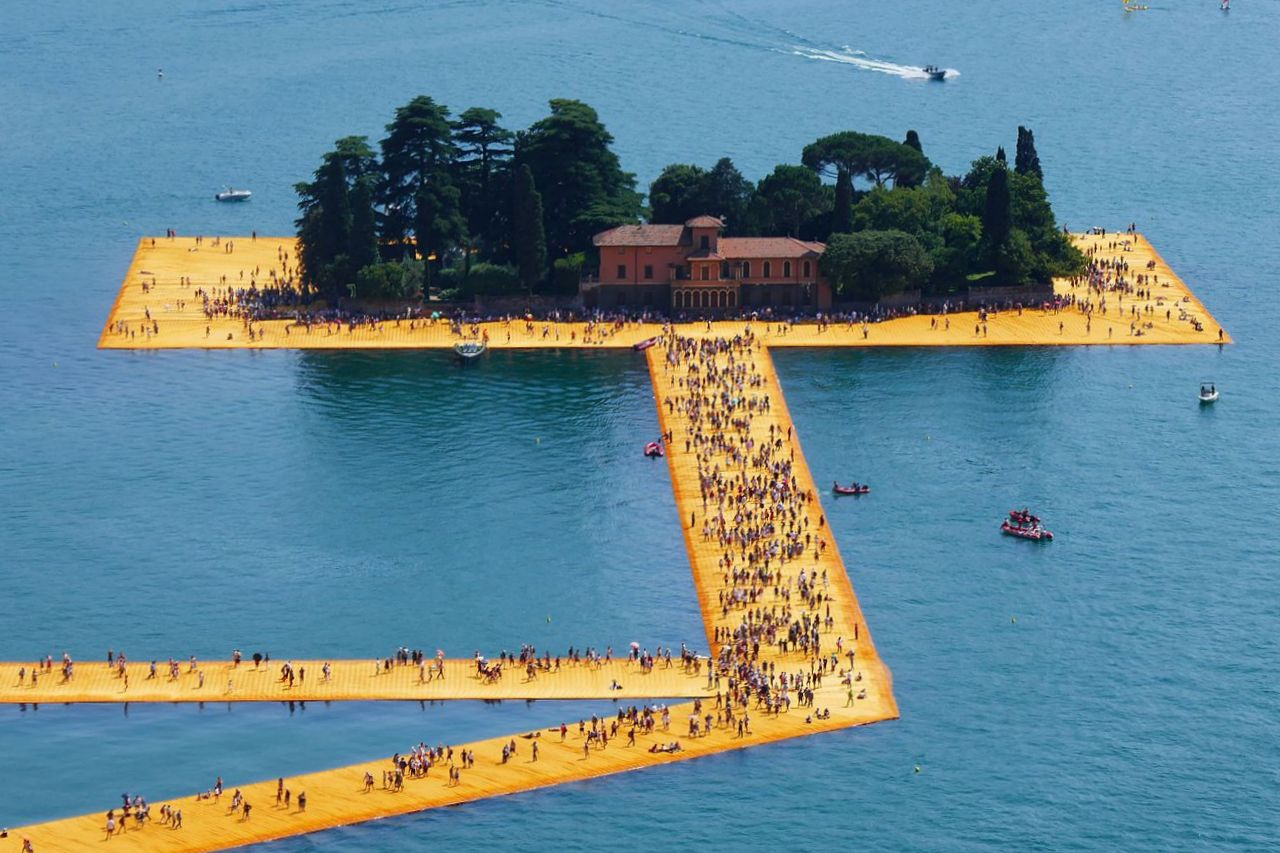
Plovoucí mola, Peschiera Maraglio, 2016

- Stěna z barelů, železná záclona, Paříž 1961–1962. Inspirováni postavením Berlínské zdi, parodovali ji umělci tím, že v Paříži zastavěli ulici Rue Visconti 240 barevně pomalovanými ropnými barely. Stěna měla rozměry 4,3 × 3,8 × 1,7 m.
- Balík vzduchu o objemu 5600 m3, Kassel 1967–1968. Objekt naplněný teplým vzduchem byl vysoký 85 m a široký 10 m.Bylo na něj použito 2000 m2 speciální látky, svázané celkem 3,5 km dlouhými lany s 1200 uzly. Objekt byl vytvořen pro výstavu documenta 4 v Kasselu. Byl ukotven na louce poblíž výstavní síně.
- Zahalené Muzeum soudobého umění v Chicagu, 1969. Umělcům se podařil získat souhlas ředitele Museum of Contemporary Art, Chicago k zahalení celé budovy. Velitel hasičského sboru města Chicago udělil akci souhlas pod podmínkou, že akce nebude trvat déle než 48 hodin. Zahalena byla i podlaha v přízemí galerie o rozloze 260 m2.
- V roce 1970 zahalili umělci 2 plastiky v Miláně: Pomník Viktora Emanuela na Piazza del Duomo a pomník Leonarda da Vinci na Piazza della Scala.
- Záclona přes údolí, 11 km od města Rifle ve státě Colorado, 1970–1972. Údolí Grand Hogback bylo přepaženo 381 m širokou a 111 m vysokou oranžovou polypropylenovou látkou. Drátěná lana, která udržovala konstrukci, vážila 50 tun. Příprava projektu trvala 28 měsíců. Na realizaci pracovalo 35 stavebních dělníků a 64 dobrovolníků z řad studentů uměleckých škol. 10. srpna 1972 byla záclona zavěšena, den nato musela být v důsledku nečekaného orkánu předčasně odstraněna.
- Zeď, Řím 1974. Zahalena byla 259 m dlouhá část římských hradeb z doby císaře Marka Aurelia v ulici Via Veneto. Hradby byly zahaleny 40 dní, branami byl umožněn průchod pro pěší a autoprovoz.

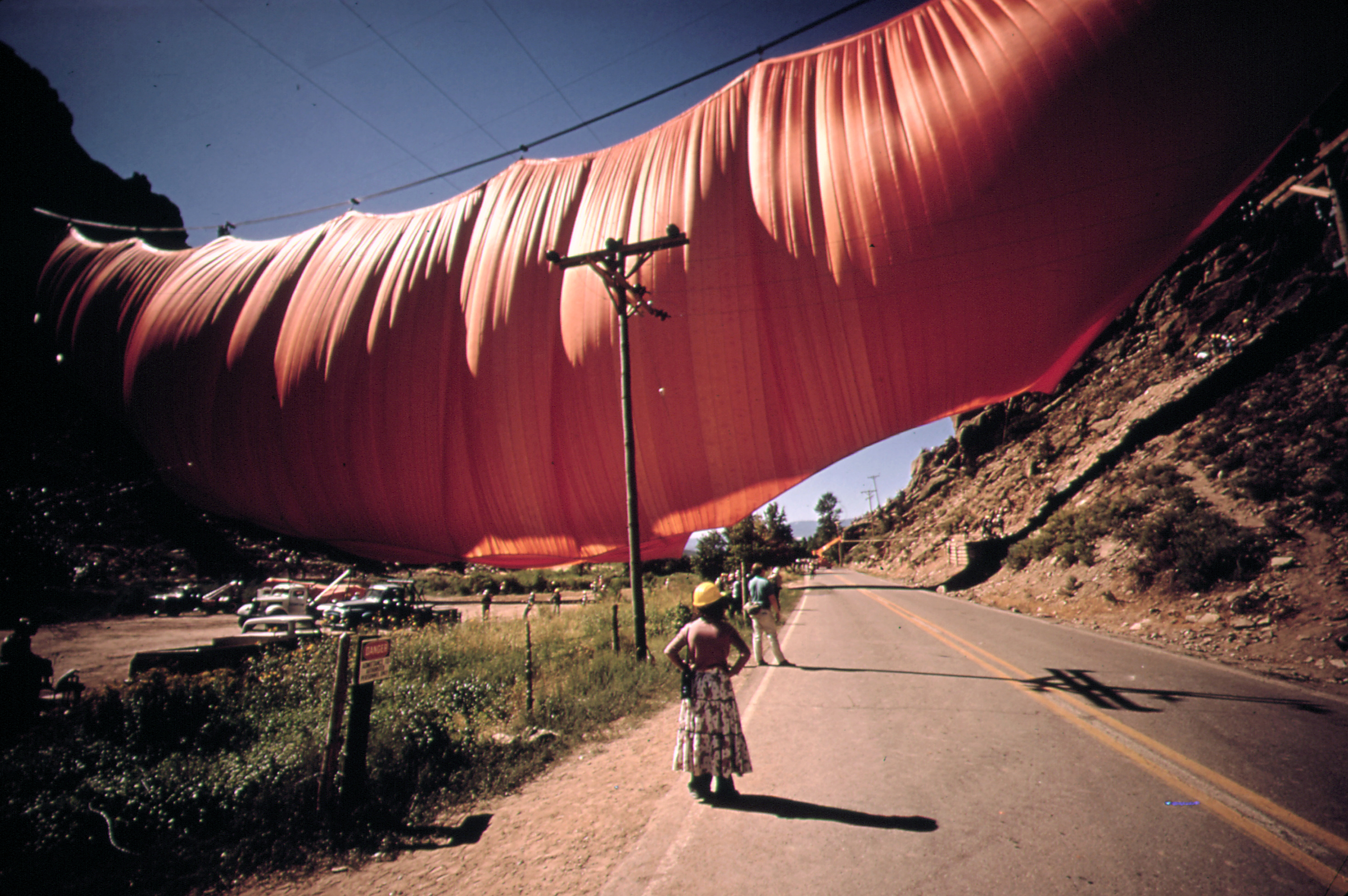
Upevňování Záclony přes údolí, Colorado, 1972
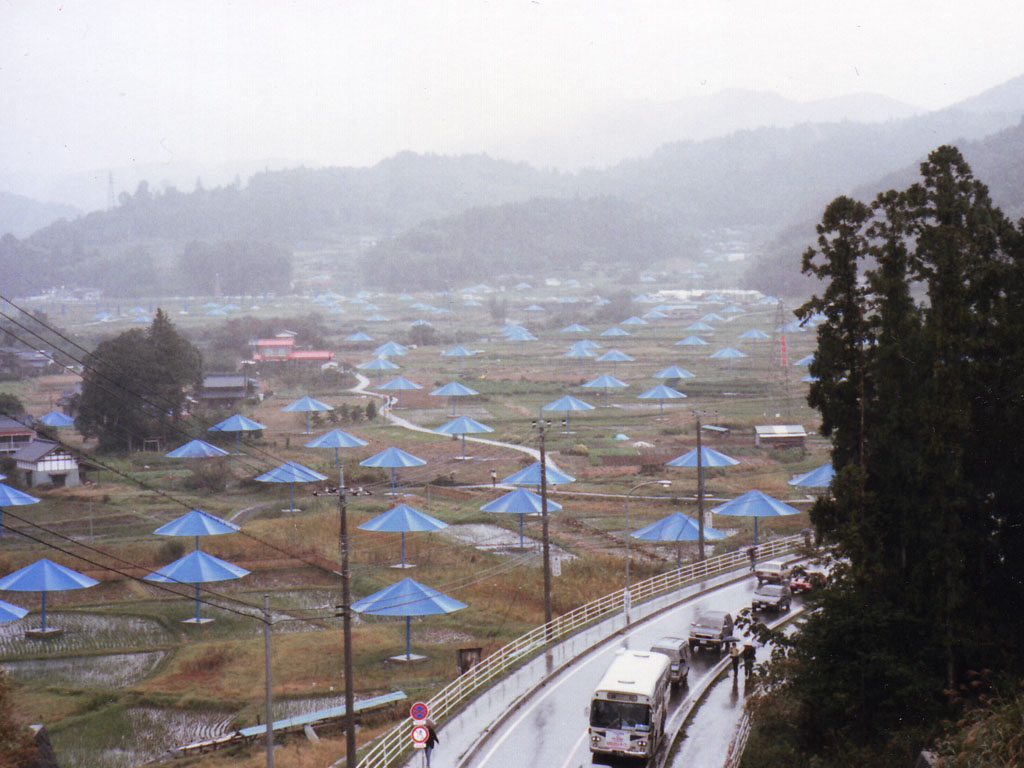
Deštníky – Japonsko, 1991

- Běžící plot, Sonoma County a Marin County severně od San Franciska, 1972–1976. 39,5 km dlouhý bílý plot o výšce 5,5 m se táhl z pevniny až k Tichému oceánu. Upomínal na Čínskou zeď. Realizace byla dokončena 10. srpna 1976, shodou okolností den po úmrtí Mao Ce-tunga. Plot existoval 14 dní. Přibližně 200 000 m2 použité nylonové látky bylo ponecháno místním rančerům jako dík za to, že povolili vést plot přes své pozemky.
- Zahalené cesty v parku, Kansas City, Missouri, 1977–1978. 4,5 km cest v parku Jacoba L. Loose v Kansas City bylo pokryto 12 540 m2 šafránově žluté nylonové látky. 84 pracovníků látku pokládalo. Cesty byly zakryté od 4. října 1978 do 18. října téhož roku.
- Obklopené ostrovy, laguna Biscayne Bay, Miami, Florida, 1980–1983. 11 malých ostrůvků v zátoce Biscayne Bay u Miami bylo obklopeno 603 850 m2 polypropylenové růžové látky. Vzdálenost od břehu každého z ostrůvků k okraji látky činila přibližně 60 m. Instalace byla dokončena 7. května 1983, ostrovy byly obklopené látkou 14 dní. Za tu dobu bylo nad mořem uskutečněno kolem 5000 komerčních přeletů vrtulníkem.
- Zahalený Pont Neuf, Paříž, 1975–1985. Na zahalení nejstaršího mostu v Paříži bylo zapotřebí 40 876 m2 polyamidové, zlatavé látky s drapérií a 13 076 m lan. Konečný souhlas s realizací dali tehdejší prezident François Mitterrand a pařížský starosta Jacques Chirac. 1985. Most zůstal zahalený 14 dní, během kterých si ho prohlédlo kolem tří miliónů návštěvníků.
- Deštníky. Japonsko – USA, 1991. Jednalo se o současné umístění barevných deštníků v Japonsku a USA. V okolí města Ibaraki v Japonsku bylo rozmístěno 1340 modrých deštníků o výšce 6 m a průměru 8,66 m. 1760 žlutých deštníků stejných rozměrů bylo rozestavěno v údolí Tejon Ranch v Kalifornii. Náklady činily 26 miliónů dolarů. V obou zemích byly deštníky rozevřeny při východu slunce 9. října 1991. Poté, co 26. října silný vítr jeden z deštníků v USA převrátil a usmrtil jednu návštěvnici, byla akce druhý den ukončena.
- Zahalený Bundestag, Berlín, 1971–1995. Po dlouhých jednáních se podařilo v roce 1995 zahalit i budovu Německého spolkového sněmu. Bylo použito 100 000 m2 polypropylenové tkaniny, 15 600 m lan a 200 tun oceli. Budova byla kompletně zahalena 24. června 1995.[7] Po 14 dnech byl parlament znovu odhalen a začalo se s jeho adaptací na sídlo spolkového parlamentu, který do té doby sídlil v Bonnu. Náklady v hodnotě 15 miliónů dolarů byly pokryty prodejem Christových přípravných studií, skic, koláží a modelů.

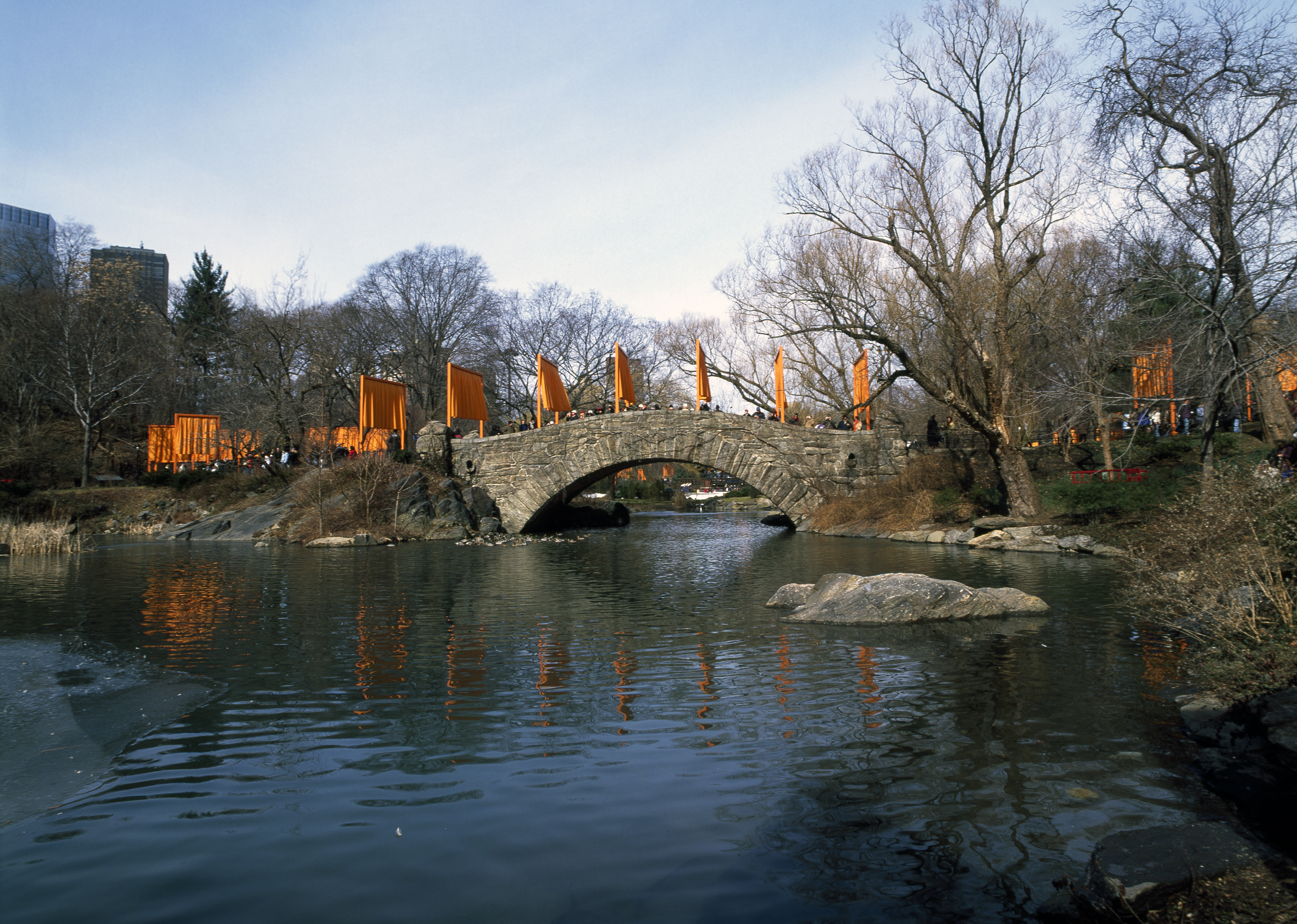
Brány v Central Parku, 2005
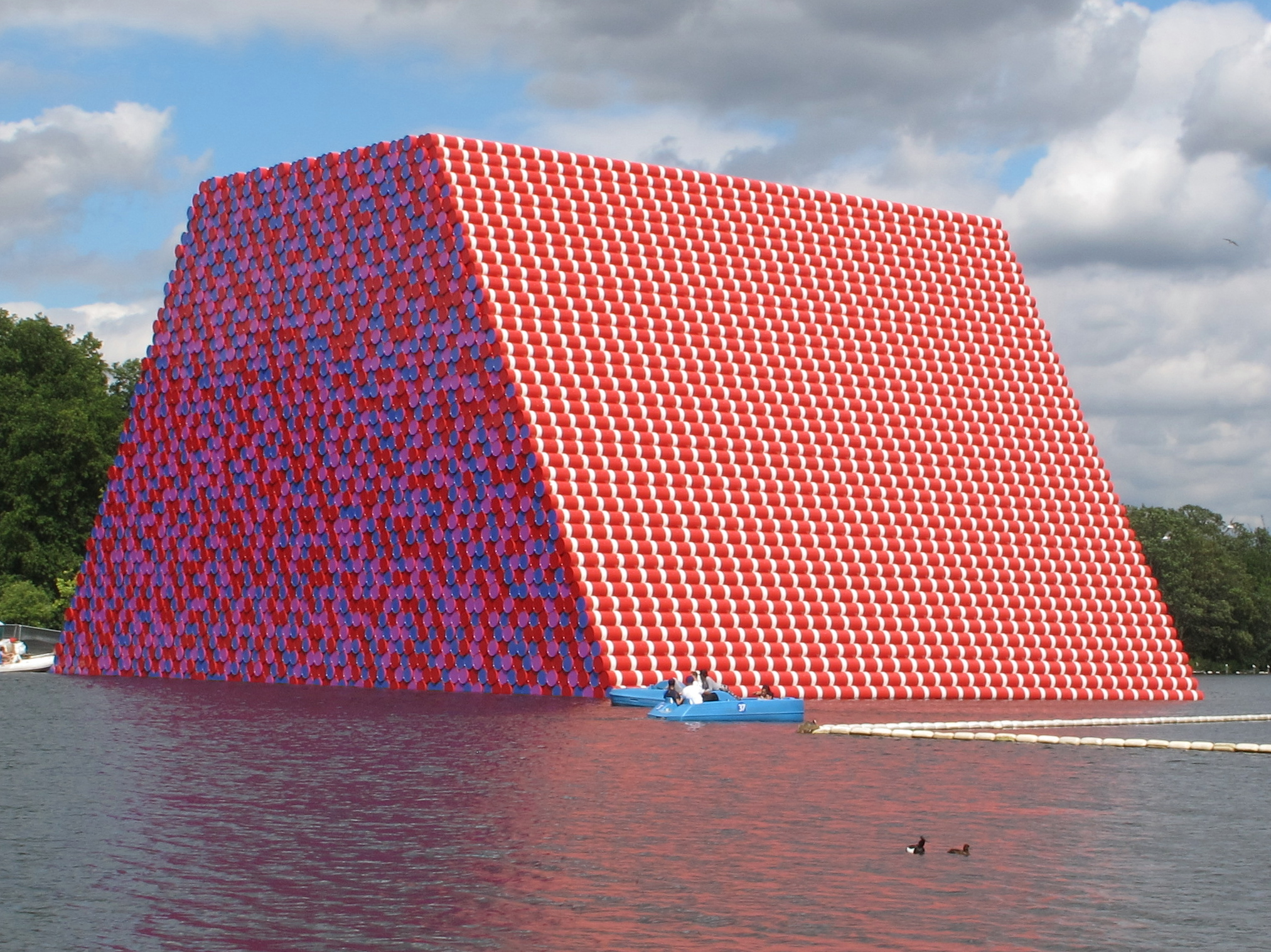
The London Mastaba, 2018

- Zahalené stromy, Riehen u Basileje, 1997–1998. Zahalováním stromů se teoreticky umělci zabývali již v 60. letech. Až v roce 1998 jim bylo umožněno zakrýt celý park, sestávající ze 178 stromů. Na zakrytí bylo použito 55 000 m2 průhledné látky z polyesteru. Instalace byla dokončena 13. listopadu 1998 a potrvala 3 týdny.
- Zeď, Oberhausen, 1999. Plynojem v Oberhausenu patří výškou 110 m a průměrem 68 m k největším na světě. Umělci v něm instalovali zeď z 13 000 barevně natřených barelů. Zeď byla 26 m vysoká, 68 m široká a 7 m hluboká. Dna barelů byla střídavě natřena žlutou, oranžovou, modrou, zelenou, bílou a šedivou barvou.
- Brány, New York, Central Park, 1979–2005. Na 37 kilometrech cest newyorského Central Parku bylo 12. února 2005 rozestaveno 7503 bran, na nichž visely oranžové látkové závěsy. Instalace trvala 16 dní. Na akci se podílelo 900 spolupracovníků.
- Plovoucí mola 2016 v italském jezeře Iseo v provinciích Brescia a Bergamo v Lombardii. Projekt byl znám pod jménem Floating piers a patří k těm nejznámějším. Byl to první velký projekt, který Christo uskutečnil bez své manželky. Mezi obcí Sulzano, kde bylo možno na objekt vstoupit, a Peschiera Maraglio na ostrově Monte Isola, vybudoval Christo plovoucí stezky z 200 000 plovoucích elementů, potažených 75 000 m² žlutooranžové látky. Z ostrova Monte Isola existovalo ještě spojení na ostrůvek Isola di San Paolo, vcelku tři kilometry 16 metrů širokých stezek.[8]
- Zahalený Vítězný oblouk.[9] Původně na duben 2020 se plánovalo obalení pařížského Vítězného oblouku 25 000 metry recyklovatelné stříbrnomodré látky. Tento projekt byl vzhledem k pandemii odložen na září 2021. Po smrti umělce pak agentura France24 oznámila, že projekt bude na jeho přání uskutečněn.[10]

### Plánované projekty
- Mastaba v Abú Dhabí. Od roku 1977 se umělci zabývají vytvořením mastaby o rozměrech 300 (šířka) x 225 (hloubka) x 150 (výška) metrů, složené z 390 500 barelů. Uvnitř objektu má být výtah, jenž návštěvníky dopraví na vyhlídkovou plošinu. V okolí mastaby se mají vysázet stromy a vybudovat parkoviště, sociální zařízení a modlitebna.
- Nad řekou, Colorado, řeka Arkansas. Projekt má počátek v roce 1992. Jedenáctikilometrový úsek řeky by měl být ve výšce 2,4 až 7 metrů překrytý modrou látkou, upevněnou na ocelových kotvách umístěných na obou březích. Látka bude kopírovat říční tok. Bude přerušována v místech mostů, vysokých stromů nebo z estetických důvodů.